# ノルメタネフリン
ノルメタネフリン(Normetanephrine)は、ノルアドレナリンにカテコール-O-メチルトランスフェラーゼが作用して生成する、ノルアドレナリンの代謝物質である。尿中に排出され、また特定の組織中に見られる。褐色細胞腫のような、カテコールアミン分泌型の腫瘍のマーカーとなる。

ノルアドレナリンの分解。ノルメタネフリンは左上、酵素は四角囲み内に示されている。